# Asa-de-telha
Os asas-de-telha são duas espécies de aves que compreendem o gênero Agelaioides, foram descritas no início do século XIX. Essas espécies são encontradas no Brasil, e no caso de A. badius, também na Argentina, Bolívia, Uruguai e Paraguai. Foram anteriormente incluídos no gênero Molothrus juntamente aos chupins.

## Espécies
| Imagem | Nome científico                            | Nome comum          | Distribuição                                                  |
| ------ | ------------------------------------------ | ------------------- | ------------------------------------------------------------- |
|        | Agelaioides badius (Vieillot, 1819)        | Asa-de-telha-escuro | Argentina, Bolívia, Uruguai, Paraguai e centro-sul do Brasil. |
|        | Agelaioides fringillarius (von Spix, 1824) | Asa-de-telha-pálido | nordeste do Brasil.                                           |